# Inkhundla Mafutseni
L'Inkhundla Mafutseni è uno dei sedici tinkhundla del distretto di Manzini, nell'eSwatini.

## Geografia antropica

### Suddivisioni amministrative
L'Inkhundla è suddiviso nei 6 seguenti imiphakatsi: Engculwini, Etimbutini, Kabhudla, Kankhambule, Luhlokohla, Mafutseni.